# S/S Suecia

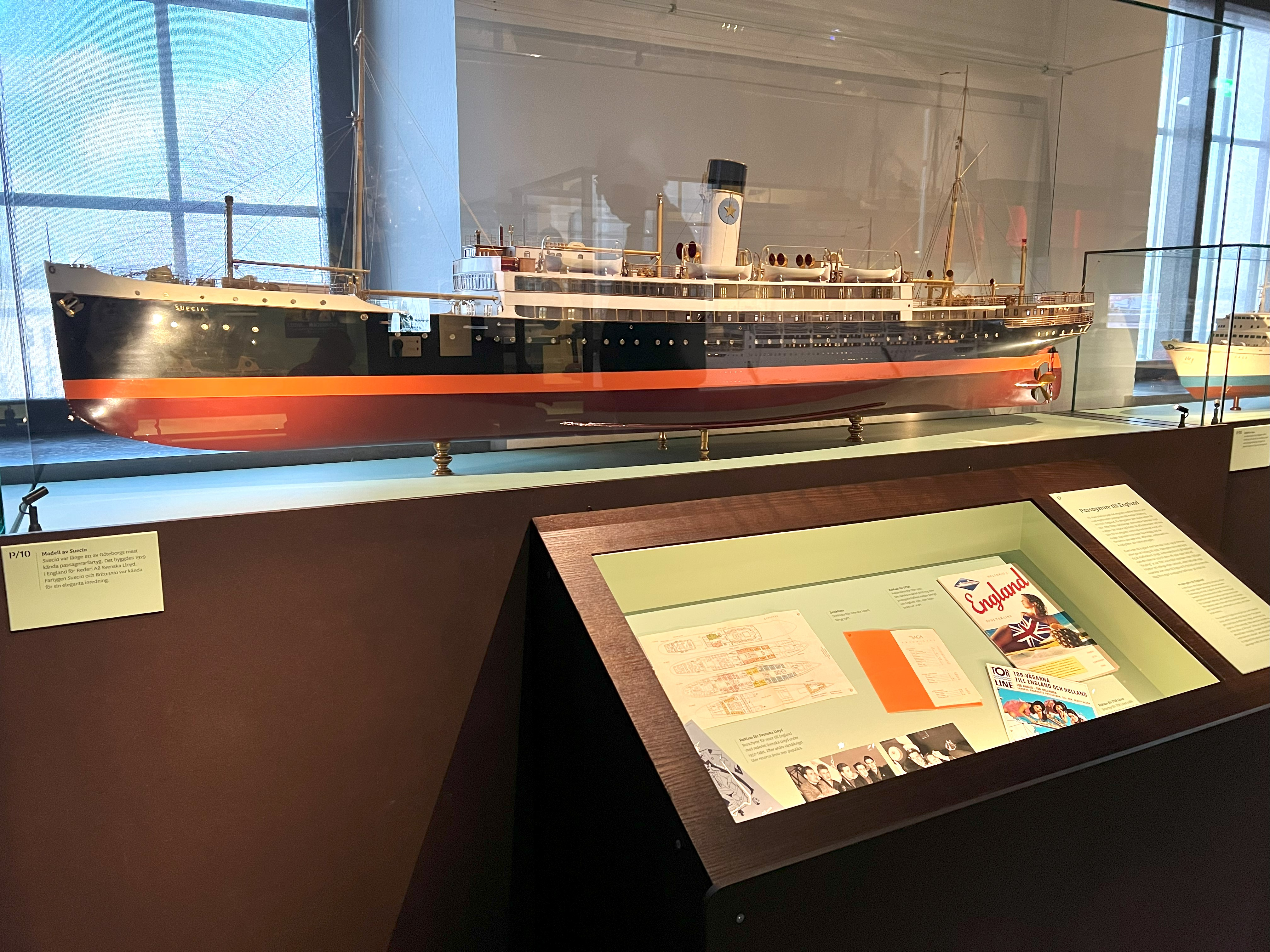
Modell av S/S Suecia på Sjöfartsmuseet Akvariet i Göteborg.

S/S Suecia var ett passagerarfartyg byggt vid Swan, Hunter & Wigham Richardson’s varv i Newcastle, England. Fartyget levererades till Rederiaktiebolaget Svenska Lloyd, Göteborg år 1929 för att sedan tjänstgöra i trafiken mellan Göteborg och London. Under andra världskriget låg fartyget upplagt i Göteborg. År 1946 sattes Suecia åter in på linjen Göteborg–London fram till 1966.

## Historik
Suecia sjösattes den 24 januari 1929 och levererades den 4 juni till Rederi AB Svenska Lloyd. Hon gick i trafik mellan Göteborg och Port of Tilbury utanför London. 
Våren 1937 låg Suecia vid Eriksbergs varv för att byta ut pannorna till oljeeldade pannor. Den 4 mars skulle ett stort tankfartyg sjösättas och Suecia måste förhalas uppåt älven. Under Röda bolagets bogsering brast kabeln samtidigt som M/T Kollbjørg sjösattas. Tankfartyget kolliderade midskepps i passagerarfartyget, som sjönk och lade sig på botten i Göta älv. Endast A-däck och överbyggnaden låg över vattenytan.
Under andra världskriget låg Suecia upplagd i Göteborg. 1945 hyrdes fartyget ut till brittiska staten för transporter av soldater från Tyskland. Året därpå sattes hon åter in på trafiken mellan Göteborg och London. 1966 såldes Suecia till ett rederi i Pireus i Grekland och bytte namn till Isthmia.

## Popgruppen Tages reser till England
1966 reste Tages till England med Suecia. Vid landstigning i Tillbury krävde myndigheterna arbetstillstånd i England, vilket det engelska musikerförbundet drivit igenom. Det skulle ha ordnats i Sverige, så det blev ingen turné med deras sjätte hitlåt "So Many Girls".